# Jacinto Villalba

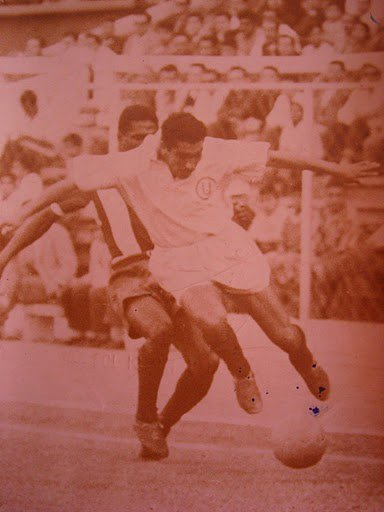
Jacinto en el campo

Jacinto Villalba (Callao, 8 de febrero de 1924 - 10 de abril de 2003) fue un futbolista peruano que jugaba como delantero y jugó en clubes de Perú, Argentina, Uruguay y Colombia. En Unión Callao, Universitario de Deportes, Racing Club, Platense, Millonarios, Atlético Chalaco y en Íntimos de la Legua. Jugó principalmente en Universitario de Deportes, club con el que logró tres títulos de la Primera División del Perú. Además de ser considerado uno de los grandes jugadores de la liga colombiana en la época denominada El Dorado.

## Trayectoria
Debutó en 1942 en el Unión Callao y en 1945 pasó a Universitario de Deportes, donde jugó con «Lolo» y «Lolín» Fernández. Ese año logró el título del Campeonato Peruano de Fútbol de 1945.
En 1946 pasó al fútbol argentino para jugar en Racing Club, junto a Tito Drago donde tuvo 11 partidos jugados. En 1947 pasó a Platense donde marcó tres goles en 21 partidos. Entre 1948 y parte de 1949 jugó en Liverpool de Uruguay y de ahí pasó Ferrocarril Oeste de Argentina donde en 1949 jugó ocho partidos. Entre 1950 y 1952 jugó para el Deportes Caldas y Deportivo Manizales de Colombia y en 1953 pasó al también colombiano Millonarios. Villalba anotó un gol frente a River Plate de Argentina.
En 1953 obtuvo con el Millonarios la Pequeña Copa del Mundo de Clubes, también conocida como el Mundialito de Clubes y precursora de la Copa Intercontinental. En Colombia, durante la época conocida como "El Dorado", jugó con Alfredo Di Stéfano, Adolfo Pedernera y Néstor Raúl Rossi que formaron parte del llamado "Ballet Azul" en Millonarios.
Regresó a Perú para jugar en el Club Atlético Chalaco y luego retornó a Universitario donde logró los títulos de los torneos de 1959 y 1960 donde alternaban Zegarra; José Fernández, Joe Calderón e Ismael Soria; Arguedas y Luis Cruzado; Jaime Ruiz, Ángel Uribe, Daniel Ruiz, Manuel Márquez y Villalba. Siempre jugó como puntero derecho hasta 1957 que una lesión en uno de los meniscos lo llevó a jugar como puntero izquierdo. En 1955 anotó con  Universitario el gol más rápido en finales de la Primera División del Perú: marcó a los 4 minutos, ante Alianza Lima.
Se retiró del fútbol el 18 de mayo de 1962 a los 38 años. Su último equipo fue Íntimos de la Legua del Callao que participaba en la Segunda División del Perú.

## Selección nacional

### Participaciones en Copa América
| Copa América                 | Sede    | Resultado    |
| ---------------------------- | ------- | ------------ |
| Campeonato Sudamericano 1956 | Uruguay | Sexto lugar  |
| Campeonato Sudamericano 1957 | Perú    | Tercer lugar |

## Clubes

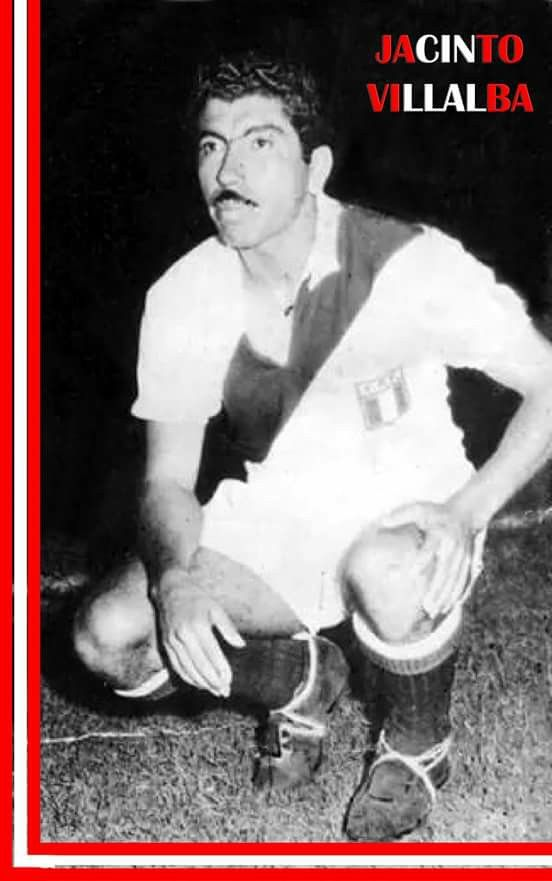
Villalba con la selección Peruana

| Club                | País      | Año         |
| ------------------- | --------- | ----------- |
| Unión Callao        | Perú      | 1942 -1944  |
| Universitario       | Perú      | 1945        |
| Racing Club         | Argentina | 1946        |
| Platense            | Argentina | 1947        |
| Liverpool           | Uruguay   | 1948        |
| Ferrocarril Oeste   | Argentina | 1949        |
| Deportes Caldas     | Colombia  | 1950 - 1951 |
| Deportivo Manizales | Colombia  | 1952        |
| Millonarios         | Colombia  | 1953 - 1954 |
| Atlético Chalaco    | Perú      | 1954        |
| Universitario       | Perú      | 1955 - 1961 |
| Íntimos de la Legua | Perú      | 1962        |

## Palmarés

### Títulos nacionales
| Título           | Club          | País     | Año  |
| ---------------- | ------------- | -------- | ---- |
| Primera División | Universitario | Perú     | 1945 |
| Primera División | Once Caldas   | Colombia | 1950 |
| Primera División | Millonarios   | Colombia | 1953 |
| Primera División | Universitario | Perú     | 1959 |
| Primera División | Universitario | Perú     | 1960 |

#### Títulos internacionales
| Título                           | Club        | País      | Año  |
| -------------------------------- | ----------- | --------- | ---- |
| Pequeña Copa del Mundo de Clubes | Millonarios | Venezuela | 1953 |